# Venusmusslor
Venusmusslor (Veneridae) är en familj av musslor. Enligt Catalogue of Life ingår Venusmusslor i överfamiljen Veneroidea, ordningen Veneroida, klassen musslor, fylumet blötdjur och riket djur, men enligt Dyntaxa är tillhörigheten istället ordningen Heterodonta, klassen musslor, fylumet blötdjur och riket djur. Enligt Catalogue of Life omfattar familjen Veneridae 119 arter.
Familjen Venusmusslor indelas i:
- Agriopoma
- Amiantis
- Anomalocardia
- Austrovenus
- Bassina
- Callista
- Chamelea
- Chione
- Chionista
- Circomphalus
- Clausinella
- Compsomyax
- Cyclinella
- Dosina
- Dosinia
- Gafrarium
- Gemma
- Globivenus
- Gomphina
- Gouldia
- Humilaria
- Irus
- Irusella
- Liocyma
- Lirophora
- Macrocallista
- Mercenaria
- Notocallista
- Nutricola
- Paphia
- Parastarte
- Periglypta
- Pitar
- Plurigens
- Protothaca
- Puberella
- Ruditapes
- Saxidomus
- Tapes
- Tawera
- Timoclea
- Tivela
- Transennella
- Venerupis
- Venus

## Bildgalleri

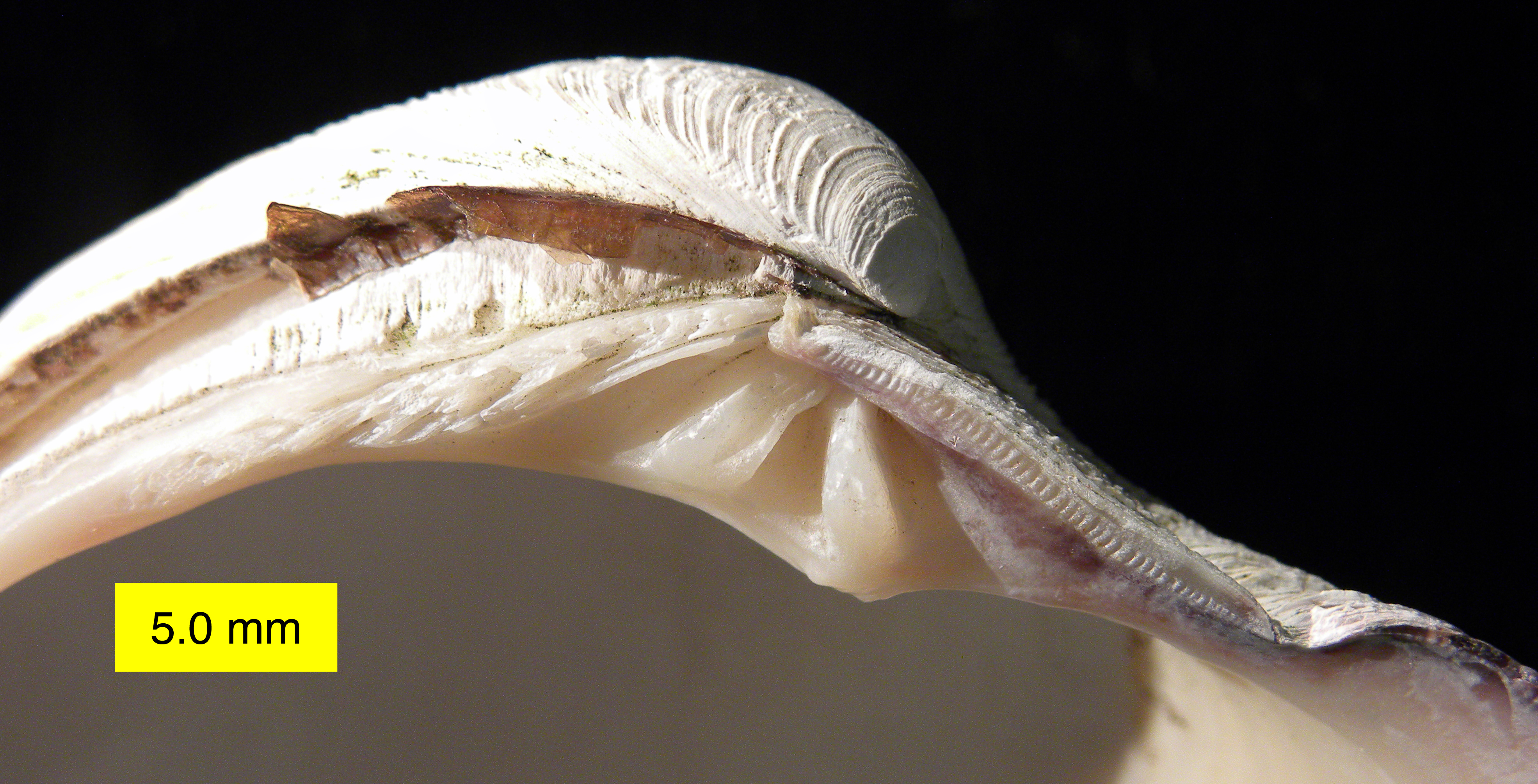
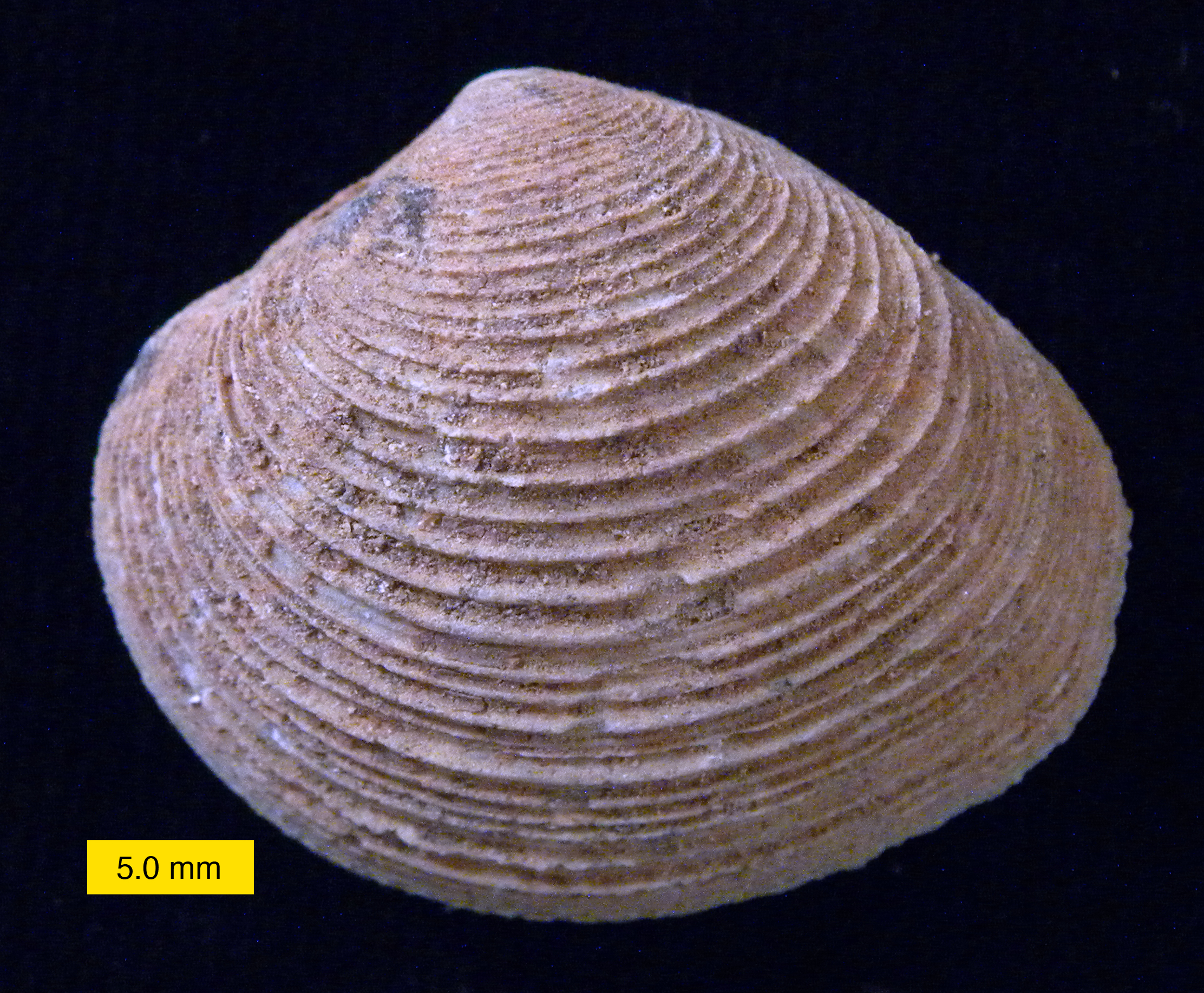
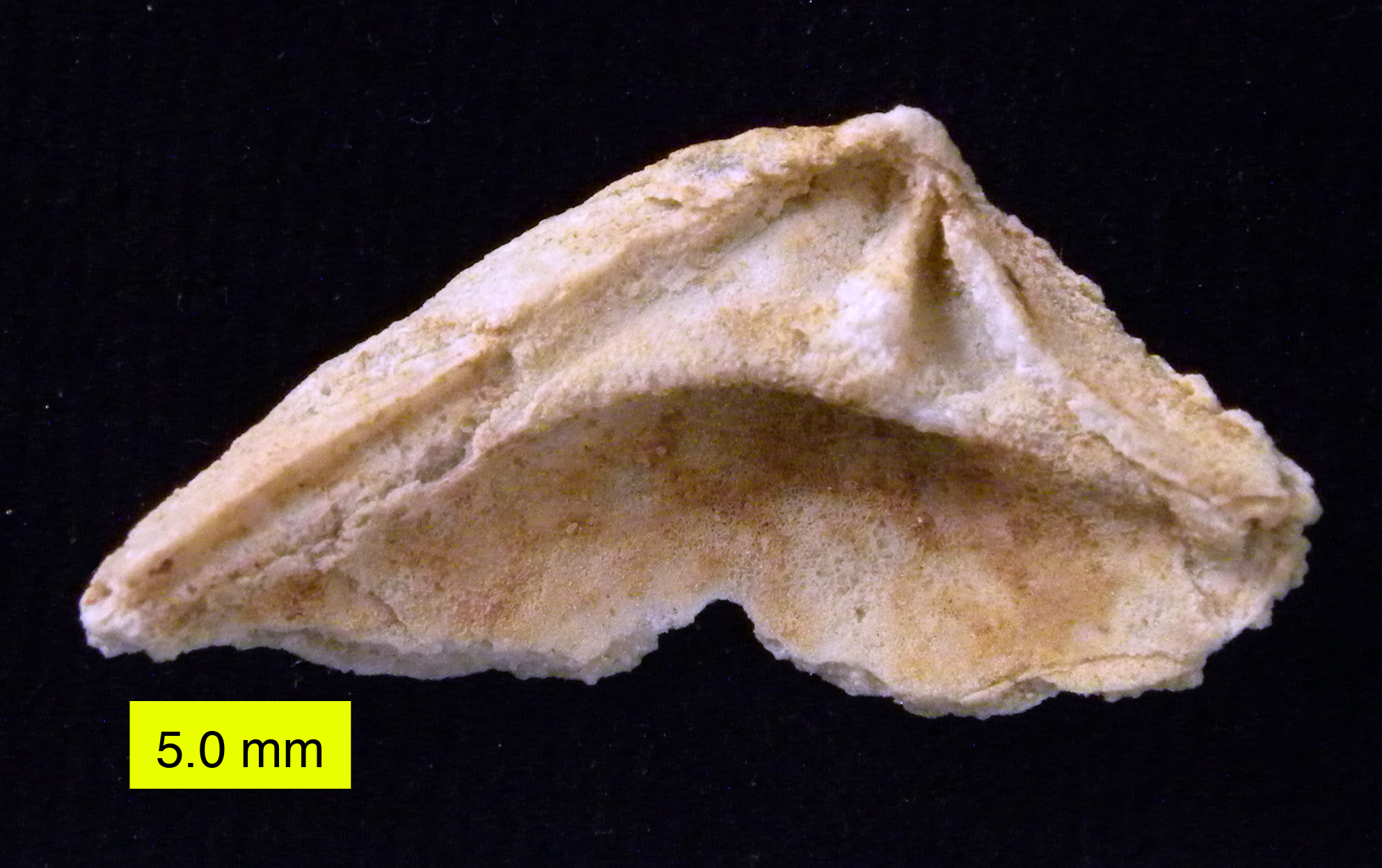
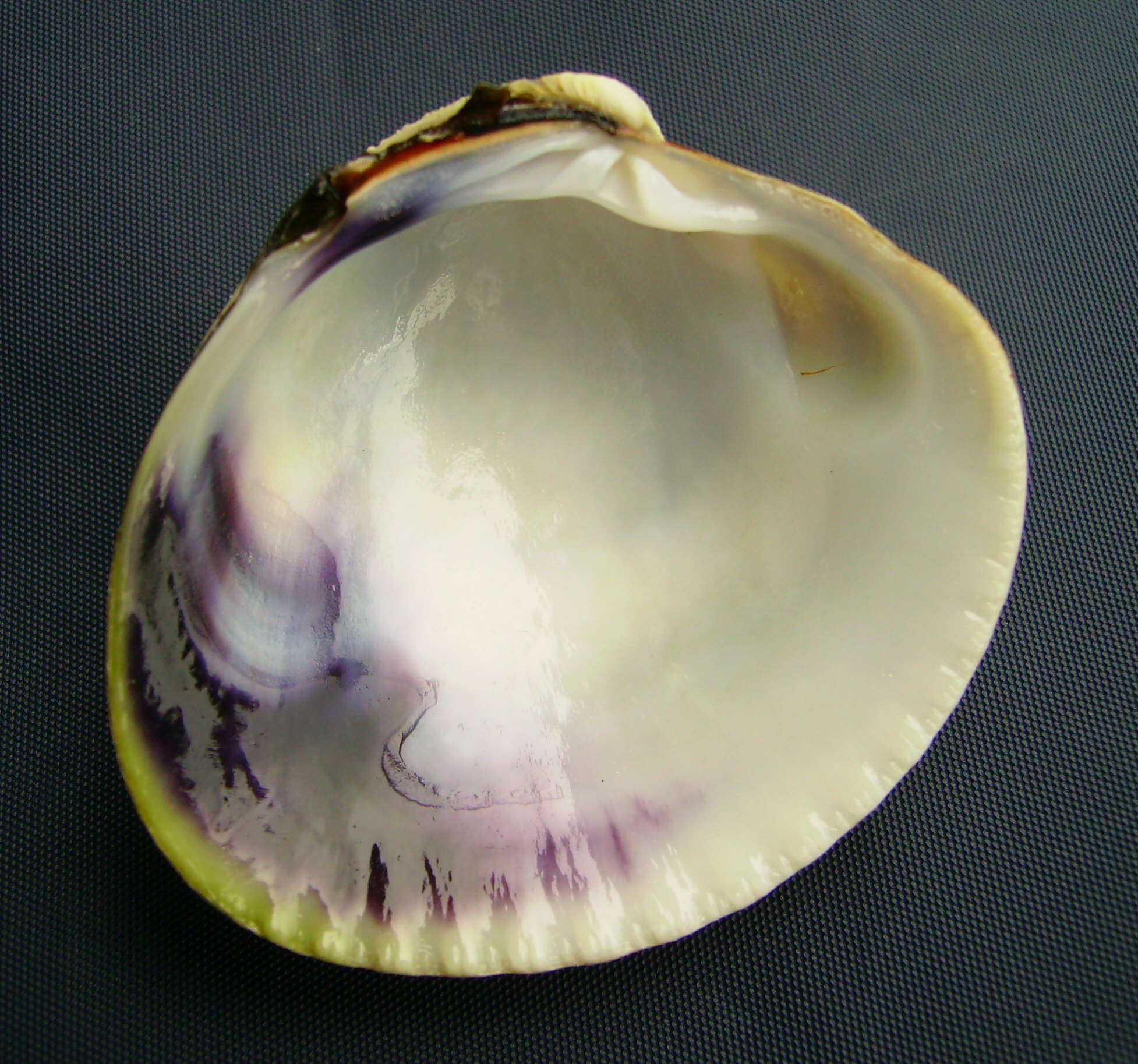
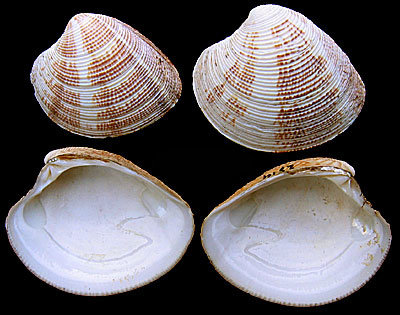
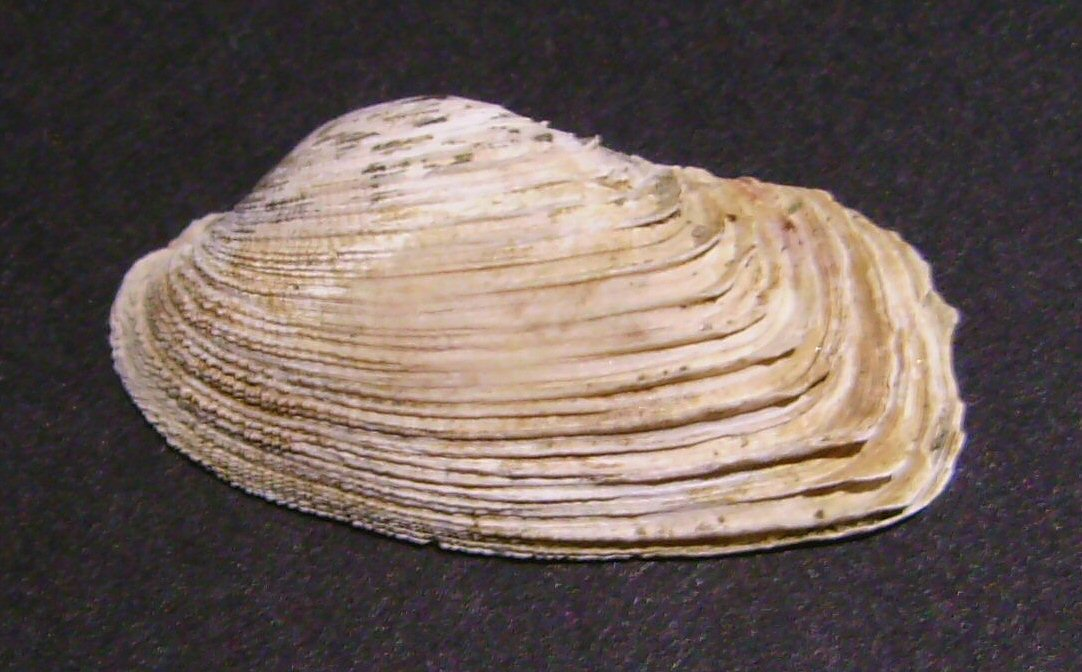